# Alexandros Papadimitriou
Aléxandros Papadimitríou (griechisch Αλέξανδρος Παπαδημητρίου, * 18. Juni 1973 in Larisa) ist ein griechischer Hammerwerfer.
Bei den Olympischen Spielen 1996 in Atlanta und bei den Leichtathletik-Weltmeisterschaften 1997 in Athen und 1999 in Sevilla schied er in der Qualifikation aus. 2000 wurde er bei den Olympischen Spielen in Sydney Zwölfter.
Im Jahr darauf scheiterte er bei den Weltmeisterschaften in Edmonton erneut in der Vorrunde und gewann dann bei den Mittelmeerspielen Bronze. Ebenfalls Bronze errang er bei den Leichtathletik-Europameisterschaften 2002 in München, und bei den Weltmeisterschaften 2003 in Paris-Saint-Denis wurde er Achter.
Bei den Olympischen Spielen 2004 in Athen und 2008 in Peking, den Weltmeisterschaften 2005 in Helsinki, 2007 in Osaka und 2009 in Berlin sowie den Europameisterschaften 2006 in Göteborg kam er nicht über die Qualifikation hinaus.
Insgesamt wurde er elfmal nationaler Meister (1994–1997, 2000, 2002–2006, 2008).
Seine persönliche Bestleistung von 80,45 m, erzielt am 9. Juli 2000 in Athen, ist der aktuelle griechische Rekord.